# 24105 Брутон
24105 Брутон (24105 Broughton) — астероїд головного поясу, відкритий 9 листопада 1999 року.
Тіссеранів параметр щодо Юпітера — 3,552.